# Kristina Hörnberg
Eva Kristina Hörnberg, ogift Johansson, född 21 juli 1950 i Nässjö, Jönköpings län, är en svensk kristen sångare och låtskrivare. 
Hon var solist och altsångare i gospelkören Choralerna och har gjort låtar i samarbete med Lars Brandström. Hösten 1974 var hon med på Choralernas USA-turné som varade i fyra månader.
Kristina Hörnberg var 1974–1989 gift med en annan medlem i Choralerna, nämligen Bengt Hörnberg (född 1950) som är son till pastor Bo Hörnberg och bror till Caminul Felix grundare Lars Hörnberg.

## Låtar i urval
- Balladen om hösten (Choralernas skiva Vingar som bär 1979)
- En helt ny tid, trad med L Brandström (Choralernas skiva Varde ljus 1976)
- Glädjen är på väg, med V Jordan (Choralernas skiva Varde ljus 1976)
- Jag flyger som en fågel, med L Brandström (Choralernas skiva Vingar som bär 1979)
- Lyft oss upp, med L Brandström (Choralernas skiva Varde ljus 1976)
- Men ändå, med L Brandström (Salts skiva med samma namn 1977)